# تاکورو نیشیمورا
تاکورو نیشیمورا (انگلیسی: Takuro Nishimura؛ زادهٔ ۱۵ اوت ۱۹۷۷) بازیکن فوتبال اهل ژاپن است.
از باشگاه‌هایی که در آن بازی کرده‌است می‌توان به باشگاه فوتبال اوراوا رد دیاموندز و باشگاه فوتبال کونسادول ساپورو اشاره کرد.